# Aenetus scripta
Aenetus scripta là một loài bướm đêm thuộc họ Hepialidae. Nó là loài đặc hữu của tây nam Úc.
Sải cánh dài khoảng 80 mm. The hindwings are blue đối với con đực và yellow đối với con cái.